# Герд Цеве
Герд Цеве (нім. Gerd Zewe, нар. 13 червня 1950, Шиффвайлер) — німецький футболіст, що грав на позиції захисника.
Виступав, зокрема, за «Фортуну» (Дюссельдорф), а також національну збірну ФРН.

## Клубна кар'єра
У дорослому футболі дебютував 1969 року виступами за команду «Боруссія» (Нойнкірхен), в якій провів три сезони, взявши участь у 82 матчах Регіоналліги, на той момент другого дивізіону чемпіонату ФРН.
1972 року перейшов до вищолігового клубу «Фортуна» (Дюссельдорф), за який відіграв 15 сезонів. Більшість часу, проведеного у складі дюссельдорфської «Фортуни», був основним гравцем захисту команди. У Бундеслізі він дебютував 16 вересня 1972 року в матчі проти «Герти» з Західного Берліна (3:2). 7 жовтня 1972 року в грі проти «Штутгарта» (6:1) він забив перший гол у Бундеслізі. У 1973 і 1974 роках Цеве посів 3-тє місце з командою в Бундеслізі, яке і досі залишається найвищим за всю історію клубу. У 1978 році з клубом він дійшов до фіналу Кубка ФРН, але «Фортуна» програла 0:2 «Кельну». У 1979 році Цеве дійшов з клубом у фіналу Кубка володарів кубків, але «Фортуна» програла там «Барселоні» (3:4 д.ч.). Того ж року, а також наступного, він виграв із командою Кубок Західної Німеччини. Всього за 15 років у формі «Фортуни» Цеве провів 440 ігор Бундесліги і забив 42 голи, завдяки чому досі є рекордсменом команди за кількістю проведених ігор у чемпіонаті.
У 1987 році, після вильоту «Фортуни» з Бундесліги, Цеве покинув команду і завершив професіональну кар'єру, після чого ще один сезон пограв за аматорський «Вюрцбургер Кіккерс» в Баварській Ландеслізі, четвертому дивізіоні країни.
По завершенні ігрової кар'єри працював тренером ряду німецьких аматорських команд, а також резервної команди «Боруссії» з Менхенгладбаха (1993—1996).

## Виступи за збірну
Не провівши жодного матчу у складі національної збірної ФРН, Цеве у її складі поїхав на чемпіонат світу 1978 року в Аргентині, але і там на поле не вийшов.
11 жовтня 1978 року Герд Цеве дебютував за збірну в матчі проти збірної Чехословаччини, після чого до лютого наступного року зіграв ще у трьох іграх і в подальшому до збірної не викликався. Крім основної збірної, він провів 2 зустрічі за другу збірну ФРН і 3 за молодіжну збірну.

## Титули і досягнення
- Володар Кубка ФРН (2):

«Фортуна» (Дюссельдорф): 1978–79, 1979–80